# Thurland Hall
Thurland Hall est un pub classée Grade II à Nottingham.

## Histoire
La maison publique Thurland Hall Vaults est construite sur Pelham Street (en) dans les années 1830. 
Elle est nommée d'après la maison des comtes de Clare qui se trouvait autrefois sur ce site. Le roi Jacques Ier a séjourné à Thurland Hall le 17 août 1614.
Lorsque la Manchester, Sheffield and Lincolnshire Railway (en) construit une extension qui traverse Nottingham, la maison fait l'objet d'une expropriation. Elle est reconstruite entre 1898 et 1900 pour Ezekiel Levy et Henry Franks, avitailleurs agréés de Londres selon les plans de l'architecte local Gilbert Smith Doughty (en).
Elle est restaurée dans les années 1990 et à nouveau en 2011.